# Manuel Castro López
Manuel Castro López (Lugo, 22 de julio de 1860- Buenos Aires, 25 de junio de 1926) fue un periodista y escritor español.

## Trayectoria

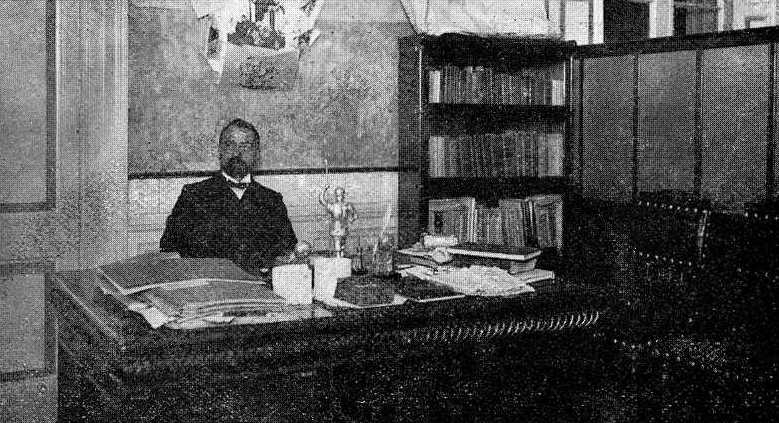
Retrato en Vida Gallega, 1910.

Trabajó en los Juzgados de Lugo y formó parte de la redacción de la revista La Juventud Galaica. Militó en el Partido Republicano Democrático Federal de Pi y Margall y actuó como secretario en su Asamblea de Lugo (1887). Fundó el semanario El Ciudadano (1889) y la Asociación de Escritores y Artistas (1891). En 1892 emigró a Buenos Aires donde colaboró y dirigió El Eco de Galicia y fundó en 1898 Almanaque Gallego. Publicó algunos poemas en gallego. Fue nombrado socio de mérito de la Liga Gallega (1899) por su labor a favor de la causa galleguista.

## Vida personal
En julio de 1885 se casó con Ramona de la Peña.

## Obras
- Los jesuitas al desnudo, 1887.
- Hijos distinguidos de la provincia de Lugo, 1890.
- Efemérides galaicas, 1891.[2]
- La Asociación de Escritores y Artistas de Lugo, 1891.
- Una expedición de La Coruña al Plata en 1526, 1907
- Un nuevo hijo ilustre de Galicia: Don Juan Alsina, 1908.
- La ascendencia de Ribadavia, 1919.
- De mi firma, 1921.